# Возняк, Марек
Марек Возняк (пол. Marek Woźniak; род. 5 марта 1960, Калиш, Познанское воеводство) — польский государственный и политический деятель, с 2005 Маршал Великопольского воеводства.

## Биография
Родился 5 марта 1960 года в Калише.
Закончил Университет Адама Мицкевича в Познани.
С 1990 по 1994 был секретарем гмины Сухы-Ляс, затем официальным представителем Познанского воеводы. С 1998 входил в Окружной совет Познани, занимался созданием Познанского повята. После был советником и заместителем старосты повята.
В октябре 2005 назначен Маршалом Великопольского воеводства. Сохранил пост после местных выборов в 2006, где получил мандат депутата Сеймика Великопольского воеводства по списку партии «Гражданская платформа». На выборах 2010 сохранил мандат, а также переназначен Маршалом воеводства.
В 2014 безуспешно баллотировался в Европарламент.
1 декабря 2014 переизбран Маршалом Великопольского воеводства.
В 2014 и в 2018 переизбирался депутатом Сеймика Великопольского воеводства.

## Награды и премии
- Офицерский крест Ордена Возрождения Польши (2022)[2]
- Рыцарский крест Ордена Возрождения Польши (2012)[3]
- Золотой Крест Заслуги (2009)[4]
- Медаль столетия восстановления независимости (2021)[5]
- Медаль «За заслуги перед полицией
- Серебряная Медаль «За заслуги при защите страны»
- Почетный знак «За заслуги перед городом Конин»
- Медаль «За заслуги перед Экономическим университетом в Познани»

и др.